# Ramón Maximiliano Valdés
Ramón Maximiliano Valdés, (Penonomé; 13 de octubre de 1867-Ciudad de Panamá; 3 de junio de 1918) fue un político y escritor panameño. Se desempeñó como séptimo Presidente de la República y murió cuando aún ostentaba el cargo.

## Biografía

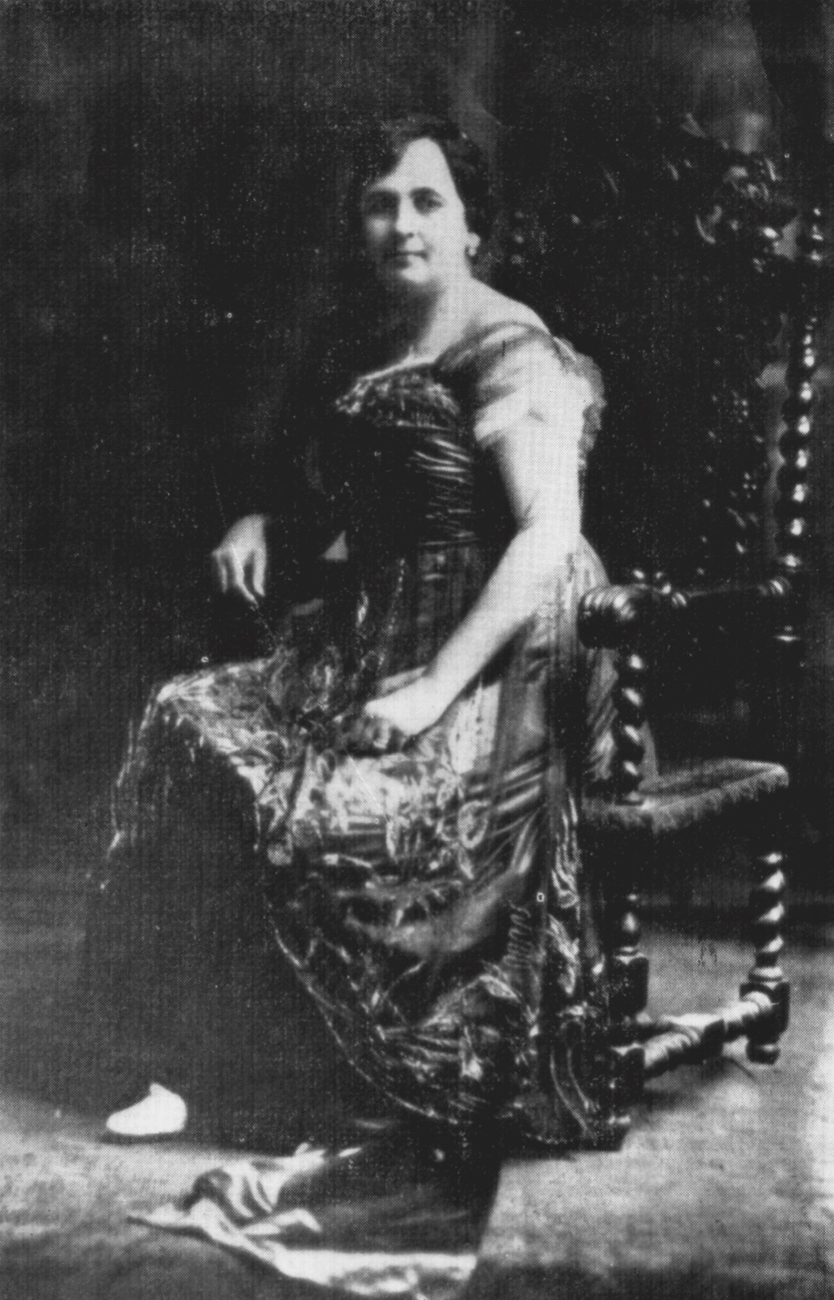
Diana Dutary Pérez, esposa de Ramón Maximiliano Valdés.

Nació el 13 de octubre de 1867 en Penonomé, Coclé. Fue un hombre de maneras suaves y cultivada inteligencia y también un escritor talentoso. Pocos conocen que hizo algunos versos entre ellos los conocidos con los nombres RONDEL, UMBRAL y otros. También era aficionado a la música y compuso algunas piezas bailables como valses y pasillos, que tocaba en reuniones íntimas acompañado de una guitarra, el tiple o el piano. 
Al conversar era afable, pero medía cuidadosamente sus palabras. Vivía frente a la Catedral Metropolitana, y le gustaba bajar al parque a conversar. Caminaba todos los días al Palacio Presidencial. Hablaba y escribía en francés, el inglés y el italiano, además del español. Se casó con Diana Dutary Pérez en 1900 y tuvieron tres hijas: Elena, Diana y Carmen Raquel.

### Vida política
Desde muy temprano se dedicó a escribir y publicó El Estímulo y la Palabra. Fue miembro de la Asamblea Departamental de Panamá, Alcalde de Colón y secretario del general conservador Carlos Albán durante la Guerra de los Mil Días. Después de la Separación de Colombia, fue secretario de Gobierno en 1908 y luego representó al país en distintas épocas en Washington D. C. y Londres. También fue representante en la Corte de Arbitraje de La Haya.

### Elecciones presidenciales de 1916
Fue apoyado por un sector del Partido Liberal encabezado por el presidente Belisario Porras, en tanto que la Convención Liberal postuló a Rodolfo Chiari, que contaba con el respaldo de Carlos A. Mendoza. EL control de la maquinaria electoral llevó a los liberales chiaristas a solicitar la supervisión electoral de Estados Unidos. Pero el presidente Porras rechazó la intervención, y se comprometió a que las elecciones serían honestas. Valdés resultó elegido presidente por votación popular indirecta, después de que Chiari decidió no presentarse en la contienda tras varios choques armados serios. Fue Presidente Constitucional de la República de Panamá desde el 1º de octubre de 1916 al 3 de junio de 1918. Murió mientras ejercía menos de dos años en el cargo. Contaba con 50 años de edad.

### Gestión presidencial
Se aprobó, por orden estadounidense, el primer agente fiscal que controlara los gastos del Gobierno panameño. En 1920 llegó el primero, que adoptó una serie de medidas que para 1923 lograron estabilizar la economía y producir un superávit.
También durante el gobierno de Valdés se produjo la entrada de Panamá en la Primera Guerra Mundial junto con Estados Unidos. Apoyando a los estadounidenses, se arrestó a ciudadanos alemanes y se les recluyó en la isla de Taboga, desde donde fueron trasladados a Estados Unidos.
En su gobierno se fundó la Cruz Roja Nacional (1917). Valdés también se opuso a reformar el artículo 70 de la Constitución Nacional para permitir que los panameños por adopción (o sea, aquellos no nacidos en Panamá) pudieran ser presidentes, en perjuicio directo de Eusebio A. Morales. Casi ninguno de sus más importantes proyectos fueron aprobados, como la declaración de Panamá y Colón como puertos libres, la apertura de la primera Escuela de Medicina, y la fundación de una Universidad Panamericana.

## Obras
Escribió Geografía de Panamá (1898), primer ensayo formal y documentado sobre la materia escrito por un panameño. Escribió otras obras, entre ellas La independencia del Istmo de Panamá (que también se publicó en inglés y francés), y Los partidos políticos en Panamá.